# Diário Catarinense
Diário Catarinense (abgekürzt DC) ist eine brasilianische Tageszeitung im Tabloid-Format. Sie wurde am 5. Mai 1986 gegründet und erscheint in Florianópolis, der Hauptstadt des Bundesstaates Santa Catarina. 
Die Zeitung gehört zu Rede Brasil Sul de Comunicação, Teil des größten lateinamerikanischen Medienkonzerns Grupo Globo.